# Halford Island
Halford Island – niezamieszkana wyspa w Zatoce Frobishera, w Archipelagu Arktycznym, w regionie Qikiqtaaluk, na terytorium Nunavut, w Kanadzie. W pobliżu Halford Island położone są wyspy: Potter Island, Palmer Island i Gross Island.